# Nimasi
Nimasi is een bestuurslaag in het regentschap Timor Tengah Utara van de provincie Oost-Nusa Tenggara, Indonesië. Nimasi telt 699 inwoners (volkstelling 2010).